# Gare de Villeneuve-d’Ingré
Gare de Villeneuve-d'Ingré vasútállomás Franciaországban, Ingré településen.

## Vasútvonalak
Az állomást az alábbi vasútvonalak érintik:
- Chartres-Orléans-vasútvonal

## Kapcsolódó állomások
A vasútállomáshoz az alábbi állomások vannak a legközelebb:
- Gare d’Orléans